# La Muerte Chiquita
La Muerte Chiquita es una canción de estudio escrita por Emmanuel del Real y grabada por la banda de rock alternativo Café Tacvba. Fue lanzada en 1999 por la empresa disquera Warner Music Group.
Actualmente la canción se ha convertido en un himno popular en las celebraciones mexicanas, en especial durante las fiestas de día de muertos.